# Micropterix cypriensis
Micropterix cypriensis és una espècie d'arna de la família Micropterigidae. Va ser descrita per Heath l'any 1985.
És una espècie endèmica de Xipre.